# Аньес, Перси
Пе́рси Алаи́н Анье́с Касо́н (исп. Percy Alain Añez Cazón; род. 30 апреля 2005, Тариха) — боливийский футболист, опорный полузащитник клуба «Стронгест».

## Клубная карьера
Аньес — воспитанник клуба «Олвейс Реди». 7 апреля 2024 года в матче против «Университарио Винто» он дебютировал в боливийской Примеры. Летом того же года Аньес перешёл в «Стронгест». В матче против «Сан-Антонио Було» он дебютировал за новый клуб.

## Международная карьера
В 2025 году Сентелья в составе молодёжной сборной Боливии принял участие в молодёжном чемпионате Южной Америки в Венесуэле. На турнире он был запасным и на поле не вышел.